# XC-142 (航空機)
XC-142
ヴォートXC-142
- 用途：実験機
- 分類：垂直離着陸輸送機
- 製造者：リング・テムコ・ヴォート
- 運用者：NASA
- 初飛行：1964年9月29日
- 生産数：5機

XC-142はアメリカのティルトウィング式垂直離着陸機である。開発、製造はヴォート・エアクラフト。世界初の4発垂直離着陸機である。V-22 オスプレイの先駆者と言うべき機体であり、開発には成功しながら実用化されなかった機体として知られている。

## 開発の経緯、そして実用化への取組

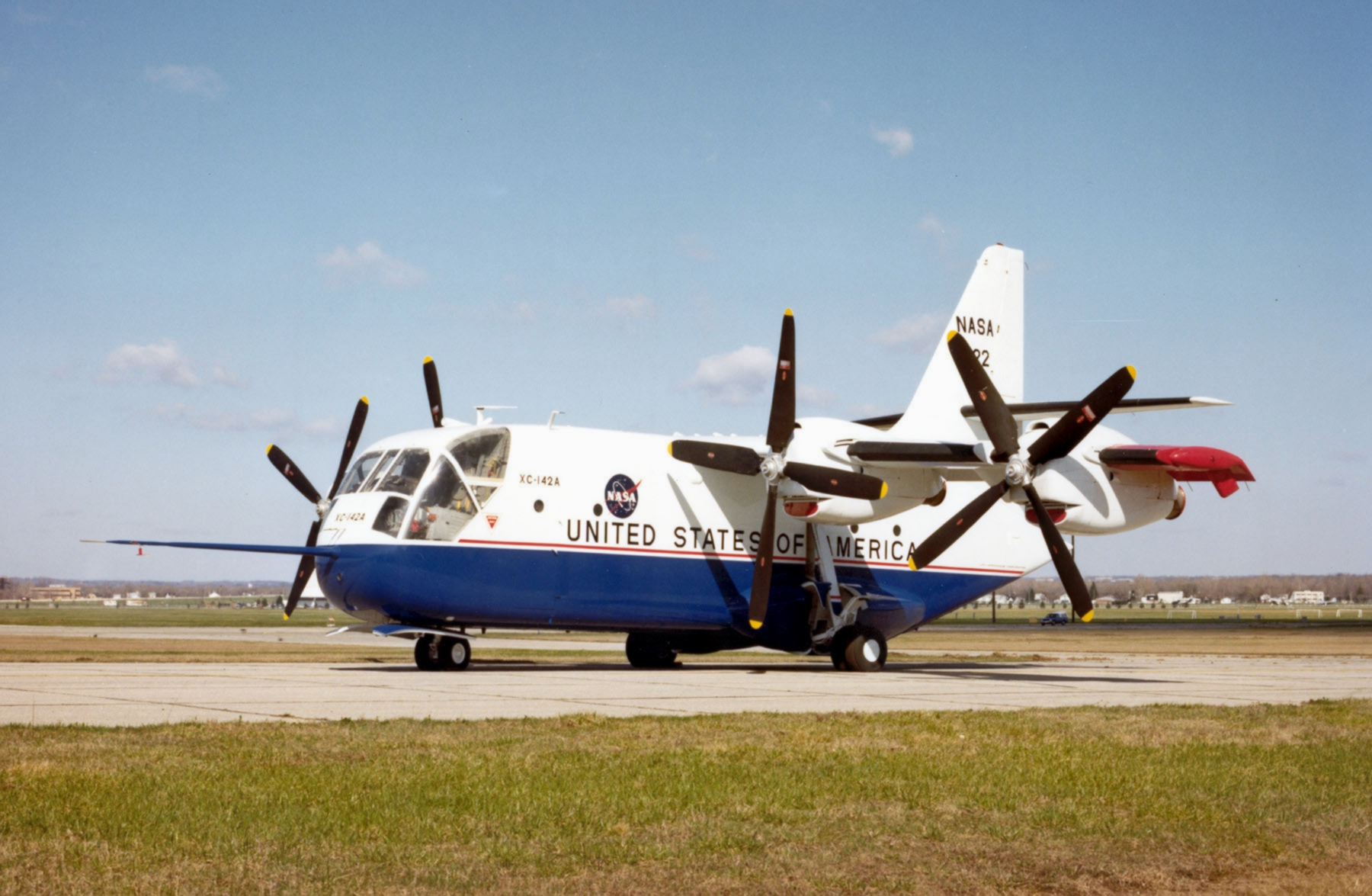
国立アメリカ空軍博物館に展示されているXC-142

1950年代から世界各国で様々な垂直離着陸機が試作、研究されていた中、1961年に陸・海・空3軍共同で垂直離着陸が可能な輸送機の開発に着手すると発表された。ヴォート以外にもライアン航空機や過去に同様のティルトウィング機を開発した経験を持つヒラー・エアクラフトも開発に参加、XC-142Aと命名された試作機が5機製造された。
1964年9月29日に初飛行、同年12月29日に初ホバリング、1965年1月11日には垂直離陸→水平飛行→垂直着陸の遷移飛行に成功。その後もテスト飛行が続けられ航空母艦への離着艦(滑走、垂直のいずれも)等も行なわれた。1967年には空軍が海軍仕様を除去し空軍専用とした量産型C-142Bを提案したが、XC-142Aの試作5機のいずれもが事故を経験し、うち3機は喪失する等開発は難航し、結局1970年までテストを行なったものの実用化は断念され量産型はペーパープランのみとなった。

## 特徴
世界初の4発垂直離着陸機とあってそれまで各国で開発されたものに対して大変な大型機であった。4発のターボプロップエンジンによって4基のプロペラ(全て内回り)を駆動するが、横安定を確保するため全てシャフトで連結されており回転バランスが保証されていた。またここから後ろにもシャフトが伸ばされておりこれで尾翼のさらに後方の張出上方にある小さなテールローター(ピッチ操縦用)も駆動され縦安定を担った。
左右のエンジンをシャフトで連結し回転の完全な同調を保証する点は後のV-22等と同じだったが、V-22らの主翼が固定されローターだけが向きを変える（ティルトローター）方式とは違い主翼ごと向きを変えてしまうのが最大の差だった。これによりプロペラを真上に向けての垂直離着陸において主翼が邪魔になりにくい、エンジン取付部の設計が容易、4発以上の大型機が作り易いといった利点が生じるが、遷移飛行や短距離離着陸等斜上に向けての飛行においては逆に邪魔をしやすい、主翼と胴体の接合部分の設計が難しい(さらにここへ前述のテールローターへのシャフトを通さなければいけない)等の問題もあった。またX-18やCL-84等にはXC-142同様のテールローターがあったがV-22には前身となった試作機も含めテールローターは無い。なお、V-22ではローターの直径が大きく地上での前傾角度に限界があるが、XC-142ではプロペラ直径は比較的小さく、地上で水平にしても何の問題も無いため完全に前に向けて普通の離着陸もできた。
主翼を斜上に向けての滑走では一見失速してしまいそうに見えるかもしれないが、実際に当たる風はプロペラ後流と合成されることにより見た目よりも迎角は小さくなり失速を防ぐことができる。このためか主翼は根元と翼端のギリギリの場所以外プロペラの回転圏内に入っている。また、水平尾翼も主翼に合わせて角度を変えるようになっている。

## テスト終了後
ベトナム戦争の戦費高騰による予算削減等で開発は中止され、実用化と量産への道は絶たれたが、6年に渡るテスト飛行で多くの貴重なデータをアメリカに提供した。生き残った2機は現在国立アメリカ空軍博物館でテスト時の写真等とともに展示されている。

## スペック
- 乗員:2名
- 輸送人員:32名
- 全長:17.71m
- 全幅:20.60m
- 全高:7.95m
- 乾燥重量:10.270t
- 最大離陸重量:20.227t
- エンジン:ゼネラル・エレクトリック T64ターボプロップ 2,850hp×4
- 最大速度:694km/h=M0.57(高度20,000ft)
- 巡航速度:463km/h=M0.38(海面高度)
- 航続距離:6,100km(通常離着陸)